# Niedersächsisches Institut für historische Küstenforschung

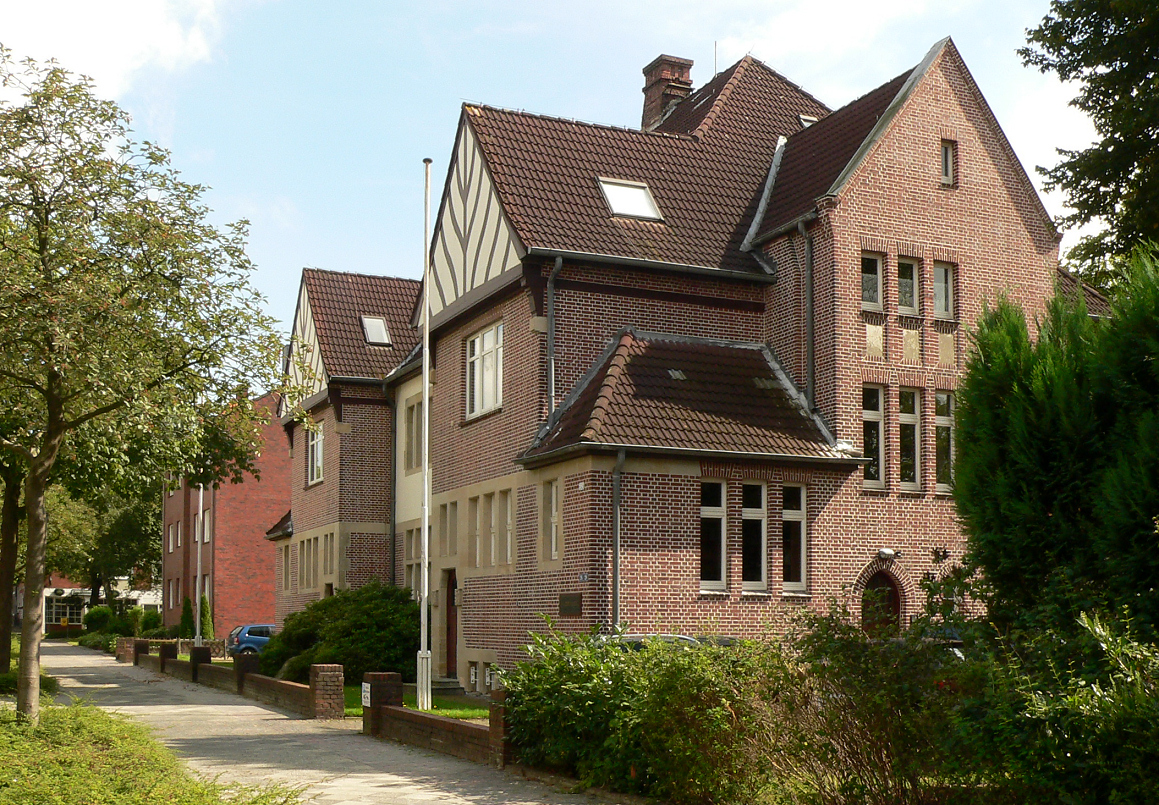
Sitz des Niedersächsischen Instituts für historische Küstenforschung

Das Niedersächsische Institut für historische Küstenforschung (NIhK) ist ein Forschungsinstitut des Landes Niedersachsen zur Erforschung der Landschaftsentwicklung und Siedlungsgeschichte im Gebiet der südlichen Nordsee mit Sitz in Wilhelmshaven.

## Beschreibung

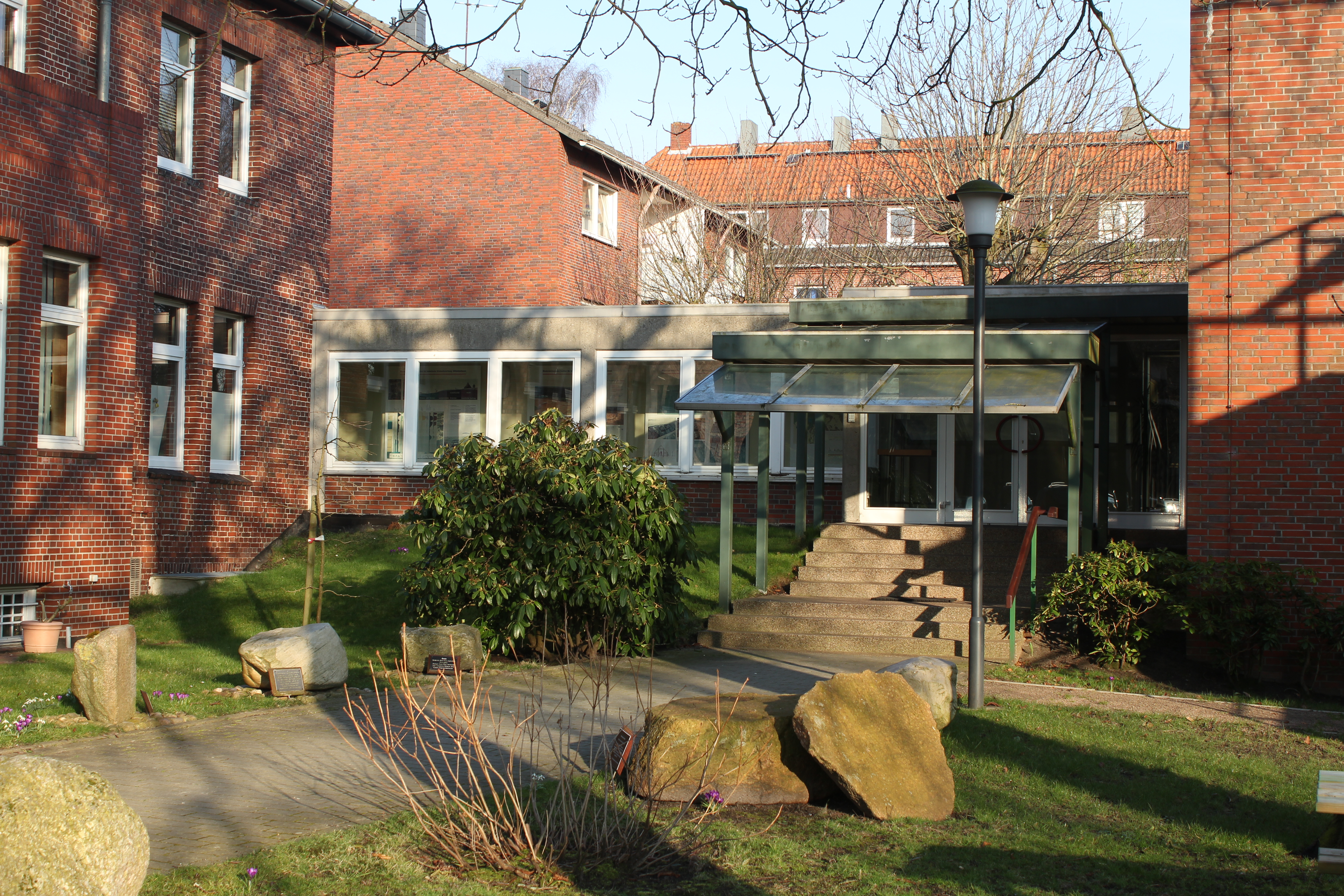
Der Eingang an der Rückseite

Das Institut wurde 1938 als Provinzialstelle für Marschen- und Wurtenforschung gegründet und 1947 in Niedersächsische Landesstelle für Marschen- und Wurtenforschung umbenannt. 1964 erfolgte die Umstrukturierung zum Niedersächsischen Landesinstitut für Marschen- und Wurtenforschung, und 1988 erhielt das Institut seinen gegenwärtigen Namen. Das NIhK wird vom niedersächsischen Ministerium für Wissenschaft und Kultur getragen. Gegenstand der Forschungsarbeiten sind die Landschafts- und Siedlungsentwicklung der Geest- und Marschlandschaften des nordwestlichen Niedersachsens seit der Eiszeit. Das Institut unterhält eine Bibliothek mit mehr als 60.000 Fachpublikationen zu den eigenen Arbeitsbereichen und der Volkskunde. Die Forschungsergebnisse werden in eigenen Publikationen, Vorträgen und den Museen der Region wie dem Museum Burg Bederkesa, Museum Nationalparkhaus Fedderwardersiel, Küstenmuseum Wilhelmshaven, Inselmuseum Juist, dem Ostfriesischen Landesmuseum Emden und dem Heimatmuseum Rheiderland präsentiert.
Das Niedersächsische Institut für historische Küstenforschung wird in regelmäßigem Wechsel von Felix Bittmann (aktuelle Geschäftsführung 2019) und Hauke Jöns  geleitet.
Seit dem Jahre 2012 ist das Institut gemeinsam mit dem Niedersächsischen Landesamt für Denkmalpflege an einem Projekt zur Besiedlungs- und Kulturgeschichte des Niedersächsischen Wattenmeers beteiligt. Näheres dazu siehe unter dem Projekt Siedlungsgeschichte des niedersächsischen Wattenmeers.

## Frühere Direktoren
- Werner Haarnagel von 1938 bis 1973
- Karl-Ernst Behre von 1991 bis 2000
- Wolf Haio Zimmermann von 2000 bis 2006

## Publikationen
- Vegetation History and Archaeobotany. Seit 1992.
- Siedlungs- und Küstenforschung im südlichen Nordseegebiet (SKN) / Settlement and Coastal Research in the Southern North Sea Region (SCN)

Die Schrift Siedlungs- und Küstenforschung im südlichen Nordseegebiet erschien bis Band 32 (2008) unter dem Titel Probleme der Küstenforschung im südlichen Nordseegebiet (PdK). In dieser Zeitschrift werden die Ergebnisse aus der archäologischen, historisch-geographischen, geologischen und botanischen Arbeit des NIhK vorgelegt. Ferner werden in Siedlungs- und Küstenforschung im südlichen Nordseegebiet auch entsprechende Beiträge zum gesamten Gebiet der südlichen Nordseeküste von Autoren veröffentlicht, die nicht dem NIhK angehören.